# Hauni Maschinenbau AG
A Hauni Maschinenbau AG a nemzetközi dohányipar gépeinek és berendezéseinek világszerte vezető gyártója. A „Hauni“ név „Hanseatische Universelle“ rövidítése.

## Termékek
A Hauni termékportfóliója az összes folyamatlépés gépeit és berendezéseit felöleli a dohány-előkészítéstől a filterek, cigaretták és speciális termékek gyártásán keresztül egészen a befejező minőség-ellenőrzésig. Emellett a vállalat műszaki szolgáltatást és tanácsadást is kínál.

## Történet
A vállalatot 1946-ban Kurt A. Körber alapította, mely a Körber AG alapító vállalata. A vállalat székhelye Hamburgban van. A Hauni Maschinenbau AG világszerte 3900 dolgozót foglalkoztat.

## Külső hivatkozások
- http://www.hauni.com/